# Грачи (телесериал)
«Гра́чи» (исп. Grachi) — молодёжный телесериал производства Nickelodeon Latinoamérica. Премьера первого эпизода первого сезона состоялась 2 мая 2011 года. В главных ролях Изабелла Кастильо и Андрес Меркадо, а также с антагоническим участием Кимберли Дос Рамос. Сериал был снят в Майами, США. Сериал завершился 10 мая 2013 года.

## Сюжет
Сезон 1
Грачи (Изабелла Кастильо) - ведьма, которая научится использовать свои магические силы, столкнувшись с проблемами в своей новой школе под названием Эсколариум, где она должна встретиться с Матильдой (Кимберли Дос Рамос), плохой ведьмой, чтобы получить любовь к Даниэлю (Андрес Меркадо).Кроме них, есть Диего (Рафаэль де ла Фуэнте), который является канаем, человеком, которым может контролировать четыре стихии. В дополнение к Матильде, Грачи также должна встретиться со злым директором Эсколариума, которая планирует захватить полномочия Грачи, Матильды и Диего, как он сделал со своим сыном Хулио, чтобы стать самой могущественной ведьмой и превратить Эсколариум в ужасное и скучное место. Но для этого сначала нужно получить «Закрытое заклинание», которое есть в «Экзорене» (книга заклинаний), и Грачи - единственная, кто может его увидеть, потому что, по словам директора, она - Избранная, самая могущественная ведьма. Чтобы победить директора, Грачи получит поддержку своего наставника Кусси, ее лучшего друга Тони и ее меха MAPS (Best Friend Forever). В последней главе Грачи объединяет свои силы с Матильдой, сражаться с директором, которая становится собакой. Грачи и Матильда, похоже, теряют свои силы. Тем не менее, девушка, кажется, Мия (Мария Габриэла де Фария), новая злая ведьма Эсколариум.

## В ролях

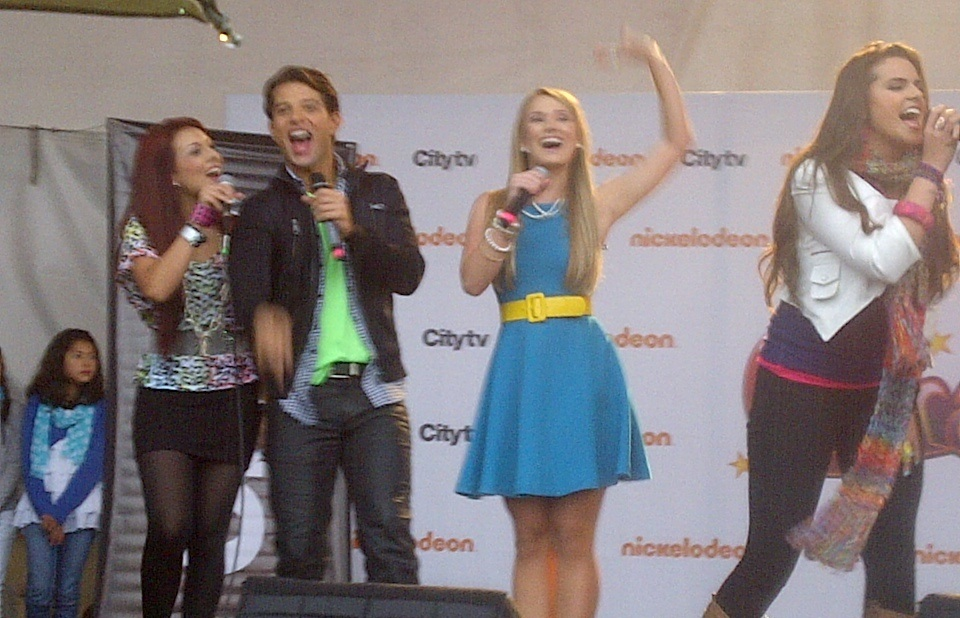
Актёры из «Грачи» поют песню из телесериала в коммерческом центре «C.C. Gran Estación»

### Главные роли
| Актёр                   | Персонаж         | Тип персонажа |
| ----------------------- | ---------------- | ------------- |
| Исабе́лла Касти́льо       | Гра́чи Ало́нсо     | Колдунья      |
| Андре́с Мерка́до          | Даниэ́ль Эскиве́ль | Человек       |
| Ки́мберли Дос Ра́мос      | Мати́льда Рома́н   | Колдунья      |
| Мари́я Габриэ́ла де Фари́я | Ми́я Ново́а        | Колдунья      |
| Ви́лли Ма́ртин            | Ле́о Марти́нес     | Человек       |
| Рафаэ́ль де ла Фуэ́нте    | Дие́го Форла́н     | Канай         |
| Соль Родри́гес           | Ме́ча Эсте́вес     | Хранительница |
| Ланс Дос Ра́мос          | Че́ма Эскиве́ль    | Человек       |
| Дани́ло Карре́ра          | Аксе́ль Ве́лес     | Колдун        |
| Хесу́с Не́йра             | Ма́ну             | Колдун        |
| Маури́сио Эна́о           | То́ни Горди́льо    | Колдун        |

## Персонажи
См. «Anexo:Personajes de Grachi» в испанском языковом разделе.

## Эпизоды
См. «Anexo:Episodios de Grachi» в испанском языковом разделе.

## Трансляции в России
В России телесериал выходил на телеканале Teen TV и  на спутниковом промоканале ТВ2ТВ оператора Триколор ТВ.

## Награды и номинации
См. «Anexo:Premios y nominaciones de Grachi» в испанском языковом разделе.